# Walt Disney World Speedway
Der Walt Disney World Speedway war eine Motorsport-Rennstrecke im Freizeitpark von Walt Disney in Orlando, Florida.

## Geschichte

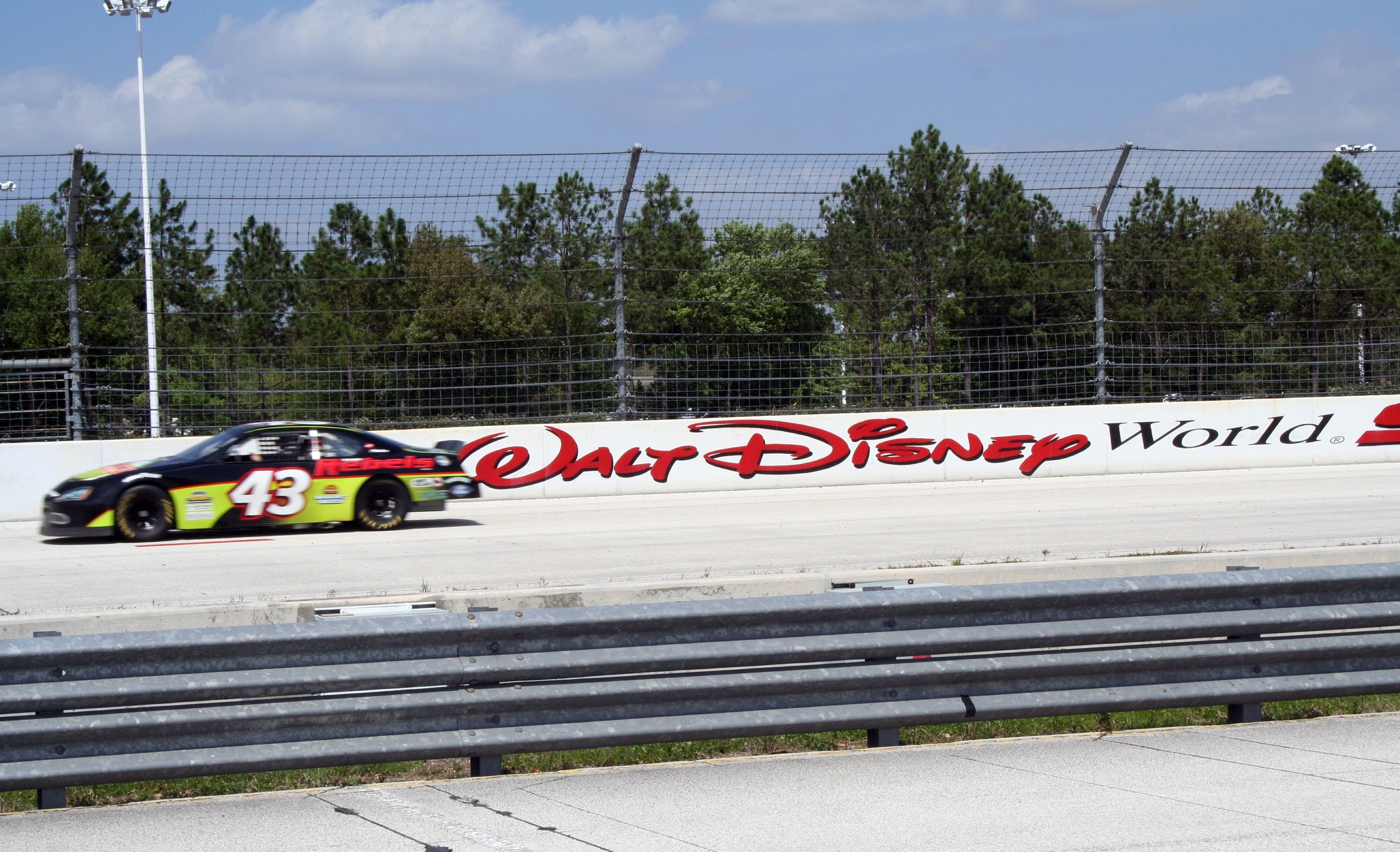
Strecke im Jahr 2010

Die Strecke wurde 1995 von IMS Events, Inc. gebaut, einer Tochtergesellschaft der Indianapolis Motor Speedway Corporation, und war in erster Linie als Veranstaltungsort für das Indy 200 in Walt Disney World, eine Veranstaltung der Indy Racing League, gedacht.
2011 wurde im Infield eine Querspange angelegt, mit der das Oval in einen Straßenkurs für Trackdays umgewandelt werden konnte. Im August 2015 wurde die Strecke geschlossen und anschließend abgerissen.

## Veranstaltungen
In den Jahren 1996 bis 2000 fand hier das Eröffnungsrennen der Indy Racing League, das sogenannte Indy 200, statt. Zudem war die Rennstrecke 1997 und 1998 Gastgeber der Chevy Trucks Challenge der NASCAR Craftsman Truck Series. Seit dem letzten Rennen im Jahr 2000 diente der Ovalkurs der Richard Petty Driving Experience und der Indy Racing Experience. Bei diesen Veranstaltungen konnten Fans selbst einen Rennwagen auf der Strecke bewegen. Professionelle Rennen fanden auf dieser Strecke seitdem nicht mehr statt.

### Indy Racing League
| Jahr | Datum      | Sieger        | Rennwagen | Motor      | Team                     |
| ---- | ---------- | ------------- | --------- | ---------- | ------------------------ |
| 1996 | 27. Januar | Buzz Calkins  | Reynard   | Ford       | Brad Calkins             |
| 1997 | 25. Januar | Eddie Cheever | G-Force   | Oldsmobile | Team Cheever             |
| 1998 | 24. Januar | Tony Stewart  | G-Force   | Oldsmobile | Team Menard              |
| 1999 | 24. Januar | Eddie Cheever | Dallara   | Oldsmobile | Team Cheever             |
| 2000 | 29. Januar | Robbie Buhl   | G-Force   | Oldsmobile | Dreyer & Reinbold Racing |